# Владимир Санин
Владимир Санин е съветски полярен изследовател и пътешественик, писател на произведения в жанра съвременен роман и пътепис, и на поредица от романи за Арктика и Антарктика.

## Биография и творчество
Владимир Маркович Санин е роден на 12 декември 1928 г. в Бобруйск, СССР. Участва във Втората световна война. Завършва икономика в Московския държавен университет. След дипломирането си работи в отдела за хумор и сатира на Всесъюзното радио, като пише текстове за предаването „Добро утро!“ („С добрым утром!“).
Писателската си кариера започва с хумористични разкази и повести. Случайността го довежда в Сибир, където се запознава с работата на полярните изследователи. Участва в няколко полярни експедиции, включително на станцията „Северен полюс 15“.
В резултат на пътуванията му в периода 1975 – 1982 г. създава полудокументалната поредица „Зовът на полярните ширини“, в която представя живота на личности с героични професии (огнеборци, пилоти, моряци, пътешественици) от Арктика и Антарктика. В тях с хумор и любов представя етични и междуличностни проблеми на хората в екстремни ситуации. Част от произведенията му са екранизирани.
Владимир Санин умира в Москва на 12 март 1989 г.

## Произведения

### Самостоятелни романи
- Большой пожар (1986)

### Серия „Зовът на полярните ширини“ (Зов полярных широт)
1. Семьдесят два градуса ниже нуля (1975)
72 градуса под нулата, изд.: „Народна младеж“, София (1977), прев. Иванка Васева
2. В ловушке (1976)
В клопка, изд.: „Народна младеж“, София (1979), прев. Иванка Васева
3. Трудно отпускает Антарктида (1977)
Трудно пуска Антарктида, изд.: „Народна младеж“, София (1979), прев. Иванка Васева
4. За тех, кто в дрейфе! (1978)
5. Точка возврата (1982)

### Повести
- Наедине с Большой Медведицей (1963)
- На „газике“ по „крыше мира“ (1967)
- Когда я был мальчишкой (1970)
- Мы – псковские! Повесть-путешествие (1970)
- Приключения Лана и Поуна (1973)
- Одержимый (1979)
Овъркил, изд.: „Георги Бакалов“, Варна (1983), прев. Иванка Васева
- Белое проклятие (1984)
Бялото проклятие, изд.: „Отечество“, София (1989), прев. Иванка Васева
- Не говори ты Арктике – прощай (1989)
- Старые друзья (1989)

### Документалистика
- У Земли на макушке (1970)
- Новичок в Антарктиде. Полярные были (1973)
Новак в Антарктида: Полярни случки, изд.: „Народна младеж“, София (1975), прев. Николай Йовчев
- Вокруг света за погодой. Записки пассажира (1975)

### Екранизации
- 1968: Мужчинам слезы не к лицу
- 1976: 72 градуса ниже нуля
- 1979: Антарктическая повесть
- 1986: Точка возврата
- 1987: Белое проклятье